# جميلة الثمر الأنيقة
جميلة الثمر الأنيقة (الاسم العلمي:Callicarpa elegans) هي نوع من النباتات تتبع جنس جميلة الثمر من الفصيلة الشفوية.